# 476 Hedwig
476 Hedwig è un asteroide della fascia principale del diametro medio di circa 116,76 km. Scoperto nel 1901, presenta un'orbita caratterizzata da un semiasse maggiore pari a 2,6494765 UA e da un'eccentricità di 0,0742172, inclinata di 10,94468° rispetto all'eclittica.
Il suo nome è dedicato a Hedvig Lidforss (1877-1967), moglie dell'astronomo danese Elis Strömgren, che determinò l'orbita dell'asteroide.